# 協靈宮

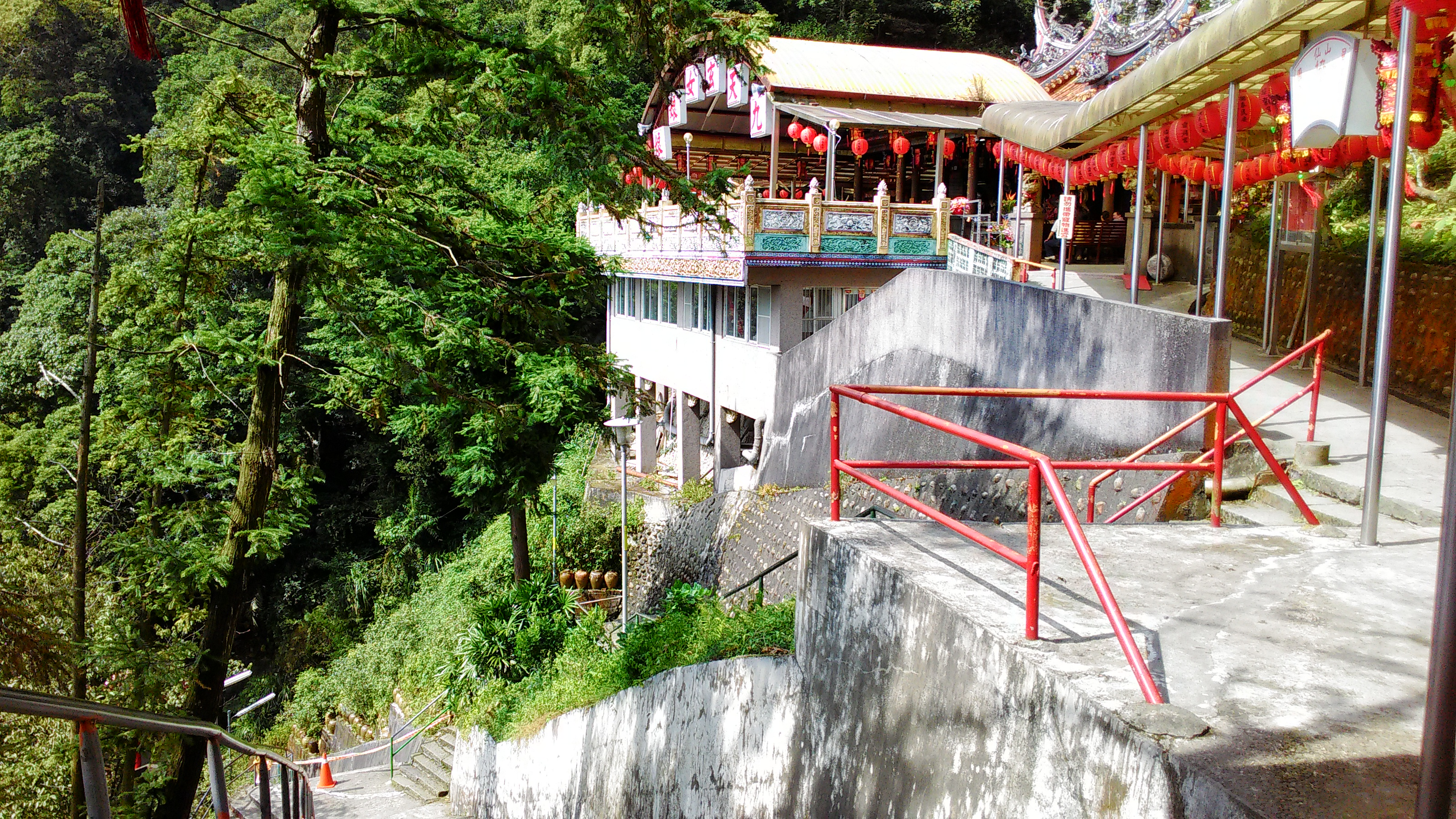
仙山協靈宮

仙山協靈宮，位處台灣苗栗縣獅潭鄉仙山之內，地址是苗栗縣獅潭鄉小東勢24號。協靈宮只有兩條羊腸小徑可以抵達，全長大約四百九十公尺，鋪了一百五十二塊石板。旁有仙水亭供應仙水。山腳下的知名廟宇仙山靈洞宮與協靈宮是同一個管理委員會管理。

## 奉祀神祇
供奉九天玄女娘娘、九蓮菩薩、普賢菩薩、觀音佛母。協靈宮被視為全台九天玄女祖廟。

## 歷史
昭和十七年（西元1942年）中秋時，仙山半山腰（今協靈宮仙水亭處）忽然湧出泉水，當年正逢瘧疾傳染本島各地，今新店村住民蕭新添受九天玄女託夢，上山求取仙水奇蹟治好全家人的瘧疾，村民口耳相傳神泉治病的消息，致使求水之人絡繹不絕，便搭建能遮蔽風雨的臨時仙水亭，亦即協靈宮的前身。
民國四十年（西元1951年）臨時搭蓋的仙水亭拆除改建為奉祀九天玄女的協靈宮。當時經費籌措不易，前主任委員王裕均先生帶頭捐出三女的聘金湊數，也鮮為外人知道。上山之路崎嶇難行，在這長達四公里彎曲的坡道上，建廟築路的磚瓦石材、木料，必須以人力搬運上山，建廟實在艱苦，幸得信徒共扶持才有如今規模。民國七十五年（西元1986年）縣道124號開通，從此各型車輛可直達靈洞宮前廣場，原有步行小路終致荒煙漫草，少有人跡。

## 外部連結
- 官方网站